# Rumex thianschanicus
Rumex thianschanicus là một loài thực vật có hoa trong họ Rau răm. Loài này được Losinsk. miêu tả khoa học đầu tiên năm 1936.